# Медоу (тауншип, Миннесота)
Медоу (англ. Meadow) — тауншип в округе Уодина, Миннесота, США. На 2000 год его население составило 228 человек.

## География
По данным Бюро переписи населения США площадь тауншипа составляет 94,5 км², из которых 93,0 км² занимает суша, а 1,5 км² — вода (1,59 %).

## Демография
По данным переписи населения 2000 года здесь находились 228 человек, 83 домохозяйства и 65 семей.  Плотность населения —  2,5 чел./км².  На территории тауншипа расположено 116 построек со средней плотностью 1,2 построек на один квадратный километр. Расовый состав населения: 99,56 % белых и 0,44 % приходится на две или более других рас.
Из 83 домохозяйств в 32,5 % воспитывались дети до 18 лет, в 71,1 % проживали супружеские пары, в 8,4 % проживали незамужние женщины и в 20,5 % домохозяйств проживали несемейные люди. 13,3 % домохозяйств состояли из одного человека, при том 6,0 % из — одиноких пожилых людей старше 65 лет. Средний размер домохозяйства — 2,75, а семьи — 3,08 человека.
27,6 % населения — младше 18 лет, 6,6 % — в возрасте от 18 до 24 лет, 24,1 % — от 25 до 44, 28,5 % — от 45 до 64, и 13,2 % — старше 65 лет. Средний возраст — 38 лет. На каждые 100 женщин приходилось 96,6 мужчин.  На каждые 100 женщин старше 18 приходилось 101,2 мужчин.
Средний годовой доход домохозяйства составлял 34 500 долларов, а средний годовой доход семьи —  39 583 доллара. Средний доход мужчин — 21 771  доллар, в то время как у женщин — 19 000. Доход на душу населения составил 12 844 доллара. За чертой бедности находились 11,6 % семей и 11,9 % всего населения тауншипа, из которых 8,1 % младше 18 и 38,1 % старше 65 лет.